# 雪人 (2017年電影)
是一部2017年的英國犯罪驚悚電影，由湯瑪士·艾佛遜執導，霍辛‧阿米尼和彼特·斯特勞漢編劇，改編自尤·奈斯博的同名小說《雪人》。主演是麥可·法斯賓達、蕾貝卡·弗格森、夏綠蒂·甘絲柏、韋·基馬、J·K·西蒙斯和克蘿伊·塞凡妮，故事講述一名警探試圖找出使用雪人作為名片的殺手身份。電影於2016年1月18日在挪威開拍。本片於2017年10月13日由環球影業負責上映。

## 劇情
當一名精英犯罪小組的主要警探哈利·霍勒（麥可·法斯賓達 飾演）調查一名在冬天的第一場雪中失蹤的受害者時，他害怕一個綽號「雪人」（The Snowman）的連環殺手可能再次活躍起來。在傑出的新警員（蕾貝卡·弗格森 飾演）的幫助下，如果他希望在下一次降雪之前智勝這種難以想像的邪惡，必須將幾十年前的過時案件聯繫到殘忍的新案件上。

## 演員
- 麥可·法斯賓達 飾 警探哈利·霍勒（英语：Harry Hole）
- 蕾貝卡·弗格森 飾 Katrine Bratt
- 夏綠蒂·甘絲柏 飾 Rakel Fauske
- 韋·基馬 飾 Gert Rafto
- J·K·西蒙斯 飾 Arve Støp
- 陶比·瓊斯 飾 調查員Svenson
- 羅南·維博特（英语：Ronan Vibert） 飾 DCI Gunnar Hagen
- 克蘿伊·塞凡妮 飾 Sylvia Ottersen/Ane Pedersen
- 詹姆士·達西 飾 Filip Becker
- 傑米·克萊頓 飾 Edda
- 雅各布·奧特布羅 飾 Magnus Skarre
- 喬納斯·卡爾松（英语：Jonas Karlsson） 飾 Mathias Lund-Helgesen
- Michael Yates 飾 Oleg Fauske-Gosev
- 亞歷克·紐曼（英语：Alec Newman） 飾 Mould Man

尤·奈斯博（原著小說的作者）本來是有小客串，但他的場景被剪掉。

## 製作
有一陣子，馬田·史高西斯曾想執導，不過他在2013年退出。第二年，湯瑪士·艾佛遜被聘請執導本片。在艾佛遜之前，製片商曾經考慮摩丹·泰頓和巴塔萨·科马库成為導演，但兩人都婉拒了。到2015年9月，麥可·法斯賓達正在談判加入本片的主要角色。蕾貝卡·弗格森和夏綠蒂·甘絲柏分別在10月和12月進行談判。

## 外部連結
- 互联网电影数据库（IMDb）上《雪人》的资料（英文）